# Roderick Lake, Ontario
Roderick Lake är en sjö i Kanada.   Den ligger i District Municipality of Muskoka och provinsen Ontario, i den sydöstra delen av landet, 300 km väster om huvudstaden Ottawa. Roderick Lake ligger 229 meter över havet. Arean är 1,1 kvadratkilometer. Den sträcker sig 1,5 kilometer i nord-sydlig riktning, och 1,8 kilometer i öst-västlig riktning.